# 韓四維
韓四維（？年—？年），字张甫，號芹城，直隶昌平县人。明朝政治人物。

## 生平
崇祯三年（1630年）中举，四年（1631年）联捷辛未科進士。工部观政，改庶吉士，六年丁忧。十二年授簡討，任经筵讲官，十三年升国子监司業。